# Davinder
Davinder (auch Devinder oder Davender) ist ein männlicher Vorname.

## Herkunft und Bedeutung
Indien: König der Götter

## Namensträger
- Davinder Ahuja (* um 1950), indischer Badmintonspieler
- Devinder Mohan (* um 1920), indischer Badmintonspieler
- Devinder Singh (Hockeyspieler) (* 1952), indischer Hockeyspieler
- Davinder Singh (Rechtsanwalt) (* 1957), Rechtsanwalt und Politiker aus Singapur